# Parasmittina aleutensis
Parasmittina aleutensis är en mossdjursart som beskrevs av Jacqueline A. Soule 2002. Parasmittina aleutensis ingår i släktet Parasmittina och familjen Smittinidae. Inga underarter finns listade i Catalogue of Life.